# Escut de la Figuera
L'escut de la Figuera és un símbol oficial d'aquest municipi del Priorat i es descriu mitjançant el llenguatge tècnic de l'heràldica amb el següent blasonament:
| « | Escut caironat: de sinople, una figuera d'argent. Per timbre, una corona mural de poble. | » |

Va ser aprovat el 29 de març de 2023 i publicat al DOGC el 4 d'abril del mateix any amb el número 8889.

## Disseny
L'escut incorpora una figuera com a senyal parlant referent al nom del poble.

## Història

Escut usat anteriorment

L'ajuntament en ple va acordar l'inici de l'expedient heràldic el dia 1 de desembre de 2022. Després del procés reglamentari, l'escut va ser aprovat el 29 de març de 2023 i publicat al DOGC número 8889 el 4 d'abril del mateix any.
El municipi sempre ha fet servir senyals parlants per tal de representar el nom de la localitat al seu emblema: el segell del poble incorporava, als segles xviii i xix, una fulla de figuera, i des de mitjan segle xix, una figuera terrassada.